# Kabelmesser

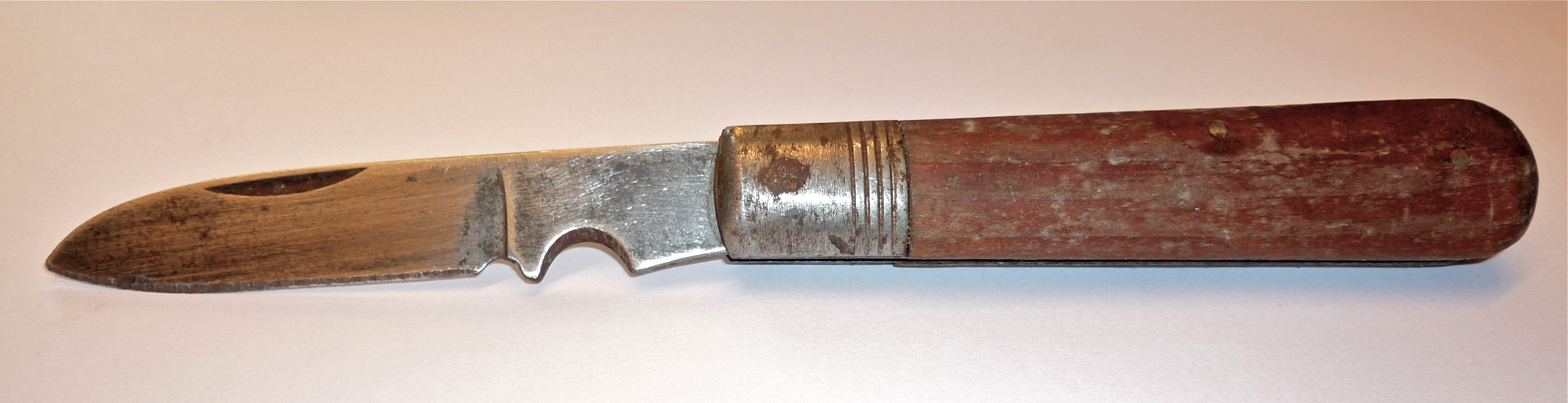
Älteres Kabelmesser, wie es früher oft angewendet wurde

Ein Kabelmesser oder Abisoliermesser ist ein spezielles Messer, das zum Abisolieren von elektrischen Kabeln verwendet wird. Eine der älteren Formen ist ein einfaches Klappmesser, welches durch eine runde Aussparung an der Klinge das Abmanteln von Kabelisolierungen erleichtern sollte.
Aufgrund der Verletzungsgefahr und um Beschädigungen am Kabel oder elektrischen Leiter wie Einkerbungen zu vermeiden, sollten speziell auf die Aufgabe des Abisolierens ausgelegte Werkzeuge wie Abisolierzangen verwendet werden.